# Olympische Sommerspiele 1924/Teilnehmer (Australien)
| Gelbes Symbol für Goldmedaillen mit stilisierten Olympischen Ringen | Graues Symbol für Silbermedaillen mit stilisierten Olympischen Ringen | Braundes Symbol für Bronzemedaillen mit stilisierten Olympischen Ringen |
| ------------------------------------------------------------------- | --------------------------------------------------------------------- | ----------------------------------------------------------------------- |
| 3                                                                   | 1                                                                     | 2                                                                       |

Australien nahm an den Olympischen Sommerspielen 1924 in Paris, Frankreich, teil. Australien nahm somit an allen Olympischen Sommerspielen teil.

## Medaillengewinner

### Gold
| Name            | Sportart       | Wettkampf            |
| --------------- | -------------- | -------------------- |
| Andrew Charlton | Schwimmen      | 1500 Meter Freistil  |
| Richmond Eve    | Wasserspringen | Turmspringen einfach |
| Nick Winter     | Leichtathletik | Dreisprung           |

### Silber
| Name                                                                  | Sportart  | Wettkampf              |
| --------------------------------------------------------------------- | --------- | ---------------------- |
| Frank Beaurepaire, Andrew Charlton, Maurice Christie und Ernest Henry | Schwimmen | 4 × 200 Meter Freistil |

### Bronze
| Name              | Sportart  | Wettkampf           |
| ----------------- | --------- | ------------------- |
| Andrew Charlton   | Schwimmen | 400 Meter Freistil  |
| Frank Beaurepaire | Schwimmen | 1500 Meter Freistil |

## Teilnehmer nach Sportarten

### Boxen
- Charles Jardine
Schwergewicht: 9. Platz

- Raymond Jones
Mittelgewicht: 17. Platz

- Charles Sinclair
Leichtgewicht: 9. Platz

### Kunstwettbewerbe
- Ruby Reynolds-Lewis

### Leichtathletik
- Ernest Austen
DSQ im Halbfinale

- Malcolm Boyd
800 Meter: Viertelfinale
1500 Meter: Viertelfinale
5000 Meter: Viertelfinale

- Edwin Carr
100 Meter: Halbfinale
200 Meter: Halbfinale

- Dennis Duigan
Fünfkampf: DNF

- Richard Honner
400 Meter: Vorläufe
400 Meter Hürden: Viertelfinale
Weitsprung: Halbfinale

- Charles Lane
400 Meter: Vorläufe

- Jack Newman
800 Meter: Viertelfinale
1500 Meter: Viertelfinale

- Roy Norman
200 Meter: Viertelfinale
400 Meter: Viertelfinale
800 Meter: Viertelfinale

- Nick Winter
Dreisprung: Gold

### Radsport

#### Straße
- Sydney Ramsden
Einzelzeitfahren: 36. Platz

#### Bahn
- Robert Broadbent
50 Kilometer: 8. bis 36. Platz

- Walter Coppins
50 Kilometer: 8. bis 36. Platz
Sprint: Zwischenrunde nach dem Viertelfinale

- George Dempsey
50 Kilometer: 8. bis 36. Platz
Sprint: Halbfinale

### Ringen
- Claude Angelo
Federgewicht, Freistil: 6. Platz

### Rudern
- Arthur Bull
Einer: DNF im Finale

- Frank Cummings
Achter: Zwischenrunde nach dem Halbfinale

- Rober Cunnings
Achter: Zwischenrunde nach dem Halbfinale

- Henry Graetz
Achter: Zwischenrunde nach dem Halbfinale

- William Jarvis
Achter: Zwischenrunde nach dem Halbfinale

- Walter Pfeiffer
Achter: Zwischenrunde nach dem Halbfinale

- Arthur Scott
Achter: Zwischenrunde nach dem Halbfinale

- William Sladden
Achter: Zwischenrunde nach dem Halbfinale

- Arnold Tauber
Achter: Zwischenrunde nach dem Halbfinale

- Edward Thomas
Achter: Zwischenrunde nach dem Halbfinale

### Schwimmen
- Andrew Charlton
400 m Freistil: Bronze 
1500 m Freistil: Gold 
4 × 200 m Freistil: Silber

- Frank Beaurepaire
400 m Freistil: im Halbfinale ausgeschieden
1500 m Freistil: Bronze 
4 × 200 m Freistil: Silber

- Maurice Christie
100 m Freistil: im Vorlauf ausgeschieden
400 m Freistil: im Vorlauf ausgeschieden
1500 m Freistil: im Vorlauf ausgeschieden
4 × 200 m Freistil: Silber

- Ernest Henry
100 m Freistil: im Halbfinale ausgeschieden
4 × 200 m Freistil: Silber

- Ivan Stedman
100 m Freistil: im Halbfinale ausgeschieden
200 m Brust: im Vorlauf ausgeschieden
4 × 200 m Freistil: Silber

### Tennis
- James Willard
Einzel: in der 3. Runde ausgeschieden
Doppel: in der 2. Runde ausgeschieden

- Manton Bayley
Einzel: in der 3. Runde ausgeschieden
Doppel: in der 2. Runde ausgeschieden

### Wasserspringen
- Richmond Eve
Turmspringen einfach: Gold 
3-Meter-Brett: 5. Platz